# فانا انتسلا
فانا انتسلا (بالإنجليزية: Vana-Antsla)‏ هي alevik تقع في إستونيا في Antsla Parish. يقدر عدد سكانها بـ 181 نسمة .